# Next Friday
Next Friday är en film från 2000 i regi av Steve Carr med manus av Ice Cube med honom själv i huvudrollen.
Den enorme Debo är ute efter hämnd på Craig efter att ha fått stryk i Friday. Därför flyr Craig till den lugna förorten som visar sig inte vara så mycket lugnare än South Central som Craig bor i.
Filmen är en uppföljare till Friday (1995) och där Ice Cube spelar karaktären Craig. Friday After Next (2002) är en uppföljare till Next Friday.